# Trabzonspor Kulübü 2004-2005
Questa pagina raccoglie i dati riguardanti il Trabzonspor nelle competizioni ufficiali della stagione Trabzonspor 2004-2005.

## Stagione
Il Trabzonspor arriva secondo in campionato. Capocannoniere del torneo fu Fatih Tekke con 31 reti.
In Coppa di Turchia arriva alle semifinali.

## Maglie e sponsor
- AVEA

## Rosa
| N. |                      | Ruolo | Calciatore          |
| -- | -------------------- | ----- | ------------------- |
| 1  | Australia (bandiera) | P     | Michael Petkovic    |
| 22 | Turchia (bandiera)   | P     | Hasan Sönmez        |
| 3  | Turchia (bandiera)   | D     | Selim Akbulut       |
| 5  | Turchia (bandiera)   | D     | Hüseyin Çimşir      |
| 38 | Turchia (bandiera)   | D     | Erdinç Yavuz        |
| 34 | Turchia (bandiera)   | D     | Emrah Eren          |
| 99 | Turchia (bandiera)   | D     | Celaleddin Koçak    |
| 6  | Turchia (bandiera)   | C     | Adem Koçak          |
| 7  | Polonia (bandiera)   | C     | Mirosław Szymkowiak |

| N. |                          | Ruolo | Calciatore         |
| -- | ------------------------ | ----- | ------------------ |
| 8  | Belgio (bandiera)        | C     | Bernd Thijs        |
| 61 | Turchia (bandiera)       | C     | Gökdeniz Karadeniz |
| 13 | Corea del Sud (bandiera) | C     | Lee Eul-Yong       |
| 25 | Turchia (bandiera)       | C     | Ibrahim Ege        |
| 28 | Turchia (bandiera)       | C     | Tolga Seyhan       |
| 9  | Turchia (bandiera)       | A     | Fatih Tekke        |
| 10 | Turchia (bandiera)       | A     | Mehmet Yılmaz      |
| 11 | Guinea (bandiera)        | A     | Ibrahim Yattara    |